# 磁带噪声
磁带噪声是一种在录制时由于制作磁带时使用的磁粉大小关系而出现在类比磁带上的高频雜訊，實際上它是記錄介質（recording medium）的雜訊底層值，它可以透过使用较细的磁粉颗粒或增加每秒用以录制声音信号的磁带使用量来消除。
有些降噪技术亦可以用以消除磁带噪声。这些技术包括Dolby NR和DBX。或者在视频录制时调整混合视频信号或明視度（luminance）部份的频率。

## 参看
- 音质测量
- 声音录制